# قرار مجلس الأمن التابع للأمم المتحدة رقم 562
قرار مجلس الأمن التابع للأمم المتحدة رقم 562، الذي تم تبنيه في 10 مايو 1985، بعد التذكير بالقرار 530 (1983) ومختلف قرارات الجمعية العامة التي تؤكد حق نيكاراغوا ودول أخرى في العيش في سلام دون تدخل خارجي.
وأكد المجلس من جديد أيضا دعمه للجهود التي تبذلها مجموعة كونتادورا، ودعا جميع الدول الأعضاء إلى الامتناع عن تنفيذ أو دعم الإجراءات السياسية أو العسكرية أو الاقتصادية في المنطقة التي من شأنها أن تعرقل مبادرات السلام التي تقوم بها مجموعة كونتادورا. كما دعا حكومتي الولايات المتحدة ونيكاراغوا إلى استئناف الحوار الذي أجروه في المكسيك بهدف تطبيع العلاقات بينهما.
تم اعتماد القرار فقرة فقرة، وبالتالي لم يتم التصويت على القرار ككل.